# Place de France (Jérusalem)
Pour les articles homonymes, voir Place de France.
 (avril 2018).
Si vous disposez d'ouvrages ou d'articles de référence ou si vous connaissez des sites web de qualité traitant du thème abordé ici, merci de compléter l'article en donnant les références utiles à sa vérifiabilité et en les liant à la section « Notes et références ».

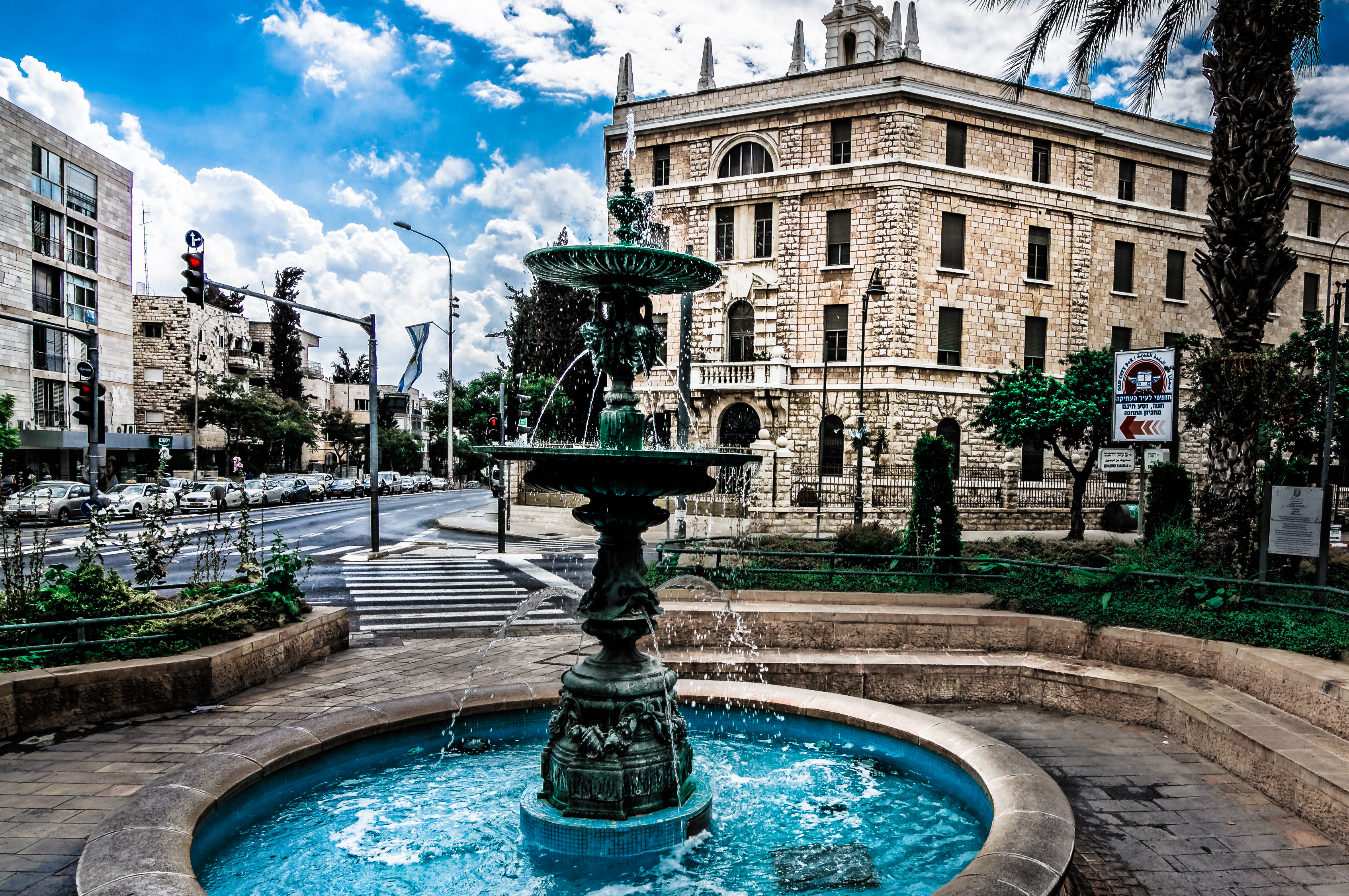

La Place de France, souvent surnommée Paris Square, est une place du centre de Jérusalem. Cette place a eu beaucoup de noms à travers l'histoire, y compris : « Place de la République », « Kings Square » et « Hagar Square ». En 1959, la municipalité a décidé de l'appeler « France Square ».